# Массальский, Владимир Григорьевич
Владимир Григорьевич Массальский (бел. Уладзімір Рыгоравіч Масальскі; 22 января 1920, Речица, Гомельская губерния — 21 июля 1965, Осиновая Роща, Ленинградская область) — командир роты автоматчиков  190-го гвардейского стрелкового полка 63-й гвардейской стрелковой дивизии 42-й армии Ленинградского фронта, гвардии капитан, Герой Советского Союза.

## Биография
Родился 22 января 1920 года в городе Речица в семье рабочего.
В РККА был призван в 1939 году. Участвовал в Советско-финской войне. С июня 1941 года — на фронтах в Великой Отечественной войне. За спасение раненого командира в ходе боёв на полуострове Ханко Владимир Григорьевич получил свою первую награду — медаль «За отвагу». В 1942 году окончил курсы младших лейтенантов. К январю 1944 года имел звание капитана.
Свой подвиг Владимир Массальский совершил в ходе боя за Воронью гору у Красного Села. В ходе боя рота под командованием  Владимира Массальского первой пошла в атаку ещё во время артподготовки. Получил ранение, но продолжал вести бой. Только после четвёртого ранения, теряя сознание, он передал командование ротой своему заместителю и приказал во что бы то ни стало выполнить боевое задание. Узнав, что высота взята, Массальский сказал: «Я не сомневался, что мои орлы будут там».
Указом Президиума Верховного Совета СССР «О присвоении звания Героя Советского Союза офицерскому, сержантскому и рядовому составу Красной Армии» от 13 февраля 1944 года за «образцовое выполнение боевых заданий командования на фронте борьбы с немецкими захватчиками и проявленные при этом отвагу и геройство» удостоен звания Героя Советского Союза с вручением ордена Ленина и медали «Золотая Звезда».
После окончания Великой Отечественной войны оставался кадровым военным, ушёл в запас только в 1954 году. После ухода из вооружённых сил работал в строительной организации.
Умер 21 июля 1965 года. Похоронен на Братском воинском кладбище в посёлке Осиновая роща, на кладбище установлен гранитный памятник.

## Награды и звания
Награждён орденом Ленина, двумя орденами Красного Знамени, орденами Суворова III степени, Александра Невского, Красной Звезды, медалями.

## Память
- Именем Владимира Григорьевича в 1975 году была названа улица в Красном Селе (Ленинград)[4].
- Имя Героя присвоено улице в городе Речица Гомельской области Беларуси[7].
- Мурал в честь В. Г. Массальского размещён в Речице на стене дома на пересечении улиц Снежкова и Советской (07.05.2025)[8]. Эскиз мурала был сделан по фотографии Владимира Массальского, которая хранилась в фондах Речицкого краеведческого музея, автор эскиза — Анастасия Пинчук, художник-оформитель.
- В Речицком краеведческом музее открыта экспозиция, посвящённая Владимиру Массальскому.